# Parque do Queimado
O Parque da Fonte do Queimado foi o local onde sediou a primeira companhia de abastecimento de água do Brasil, fundada em 1852, por João Maurício Wanderley, o Barão de Cotegipe. Está localizado na cidade de Salvador, no estado da Bahia. Atualmente sedia o Núcleo Estadual de Orquestras Juvenis e Infantis da Bahia (Neojiba), na parte inferior, e na parte superior abriga o Museu Arqueológico da Empresa Baiana de Águas e Saneamento (Embasa), uma escola pública estadual e um Centro Social Urbano.
É um patrimônio histórico nacional, tombado pelo Instituto do Patrimônio Histórico e Artístico Nacional (IPHAN), na data de 14 de fevereiro de 1997, sob o processo de nº 1289-T-1989. E é um patrimônio estadual, tombado pelo Instituto do Patrimônio Artístico e Cultural da Bahia (IPAC), na data de 10 de maio de 1984, sob o processo de nº 001/1984.

## História
Nos anos de 1600, os jesuítas descobriram a nascente do Rio Queimado, e ali construíram uma fonte para abastecer a região da Soledade e Lapinha. e no ano de 1801 foi construído uma fonte em alvenaria.
Em 17 de junho de 1852, João Maurício Wanderley fundou a primeira Companhia de Abastecimento de Água do país, e na antiga Fazenda Santo Antônio do Queimado construiu a central de tratamento e abastecimento de água, com sua inauguração no ano de 1857. Inicialmente a distribuição de água para os moradores era através de chafarizes. Foi a primeira empresa a executar a captação, tratamento e distribuição de água do Brasil através de concessão por trinta anos. No dia 1 de novembro de 1859, a Companhia de Abastecimento de Água recebeu a visita de D. Pedro II e da Imperatriz Tereza Cristina.
Em 1926, a propriedade passa a pertencer ao Governo do Estado da Bahia e com a criação da Empresa Baiana de Águas e Saneamento (Embasa) no ano de 1971, a local passa a pertencer a empresa. Em 2006, no nível superior ao lado dos reservatórios elevados, é instalado o Museu Arqueológico da Empresa Baiana de Águas e Saneamento.
No ano de 2014, a Empresa Baiana de Águas e Saneamento (Embasa) cede uma parte do imóvel para o Instituto de Desenvolvimento Social pela Música (IDSM). Em 2017, o Parque do Queimado passa por obras para abrigar o Núcleo Estadual de Orquestras Juvenis e Infantis da Bahia (Neojiba). E sua inauguração foi no dia 9 de julho de 2019.

## Arquitetura
O Parque do Queimado se divide em dois níveis, superior e inferior e possui mais de dez mil metros quadrados. No nível inferior há a fonte; um edifício central em estilo neoclássico e dois galpões em estilo fabril da época. No nível superior há os remanescentes do reservatório.
A Fonte do Queimado foi construída em estilo clássico, com mármore de Carrara e ornamentos em ferro fundido.

## NEOJIBA - Núcleos Estaduais de Orquestras Juvenis e Infantis da Bahia
Em 2014 o Parque do Queimado foi cedido para o ISDM (Instituto de Desenvolvimento Social da Música) que deu início a um projeto para implantação da sede do NEOJIBA. Este projeto envolveu até uma empresa japonesa, a Nagata Acoustics, para revisar a acústica do local. Esta empresa conhecida pelos trabalhos efetuados em salas de concerto em Paris, Estados Unidos e Venezuela foi responsável pela parte acústica do projeto que durou três anos.
Com relação à parte arquitetônica, a empresa suíça Butikofer ficou responsável em adaptar a construção histórica para um centro de ensino musical com padrões internacionais.
Após o projeto, a sede do NEOJIBA possui cinco salas de ensaio além de um galpão para encontros de orquestras e uma sala de música de câmara, provendo ensino musical para mais de mil crianças e jovens.

## Museu Arqueológico da EMBASA
O acervo do museu contempla objetos, resquícios arqueológicos encontrados em área do centro histórico durante escavações, obras para ampliar ou implementar o sistema de abastecimento de água e esgoto.
Entre os achados estão cerca de doze mil fragmentos encontrados no bairro Santo Antônio Além do Carmo datados entre o período dos séculos XVII a XIX. Além de peças de origem indígena e africana da época colonial, encontra-se também fragmentos de objetos importados da Holanda, Portugal e França. Expõe também balas de canhão que foram encontradas no bairro do Comércio, fósseis, moedas e até machados de pedra pré-históricos.